# روبر ژاکینو
روبر ژاکینو (فرانسوی: Robert Jacquinot‎; ۳۱ دسامبر ۱۸۹۳ – ۱۷ ژوئن ۱۹۸۰) دوچرخه‌سوار اهل فرانسه بود.